# Crystal (Harfonie)
Crystal è l'album di debutto del duo musicale austriaco Harfonie, pubblicato il 30 settembre 2016 su etichetta discografica Alexos Records.

## Tracce
1. Butterflies – 3:42
2. Alle Lieder – 3:35
3. Open Your Eyes – 3:24
4. Mei Gspür – 3:48
5. Crystal – 3:10
6. Alles perfekt – 3:39
7. Little Bit More – 3:08
8. Meine Welt – 3:34
9. I Am Ready – 3:30
10. Danke – 3:28
11. Not with You – 3:15
12. Butterflies (Winny Singlemix) – 3:33

## Classifiche
| Classifica (2016) | Posizione massima |
| ----------------- | ----------------- |
| Austria           | 3                 |